# Ерік ван Діллен
Ерік ван Діллен (англ. Erik van Dillen; нар. 21 лютого 1951) — колишній американський тенісист.
Найвищу одиночну позицію світового рейтингу — 36 місце досяг 13 вересня 1973, парну — 35 місце — 23 серпня 1977 року.
Здобув 1 одиночний та 13 парних титулів.
Найвищим досягненням на турнірах Великого шолома були фінали в парному розряді.
Завершив кар'єру 1982 року.

## Фінали

### Парний розряд (13–10)
| Результат | W/L   | Дата     | Турнір                                     | Покриття  | Партнер                | Суперники                           | Рахунок                 |
| --------- | ----- | -------- | ------------------------------------------ | --------- | ---------------------- | ----------------------------------- | ----------------------- |
| Поразка   | 0–1   | Чер 1971 | Лондон Queen's, Велика Британія            | Трава     | Стен Сміт              | Том Оккер Марті Ріссен              | 6–8, 6–4, 8–10          |
| Перемога  | 1–1   | Сер 1971 | Мастерс Цинциннаті, США                    | Ґрунт     | Стен Сміт              | Сенді Меєр Роско Теннер             | 6–1, 3–6, 6–4           |
| Поразка   | 1–2   | Сер 1971 | Індіанаполіс, США                          | Ґрунт     | Кларк Гребнер          | Желько Франулович Ян Кодеш          | 6–7, 7–5, 3–6           |
| Поразка   | 1–3   | Вер 1971 | Саут-Орандж, США                           | Тверде    | Кларк Гребнер          | Боб Кармайкл Том Леонард (тенісист) | 4–6, 6–4, 4–6           |
| Поразка   | 1–4   | Вер 1971 | Відкритий чемпіонат США з тенісу, Нью-Йорк | Трава     | Стен Сміт              | Джон Ньюкомб Роджер Тейлор          | 7–6, 3–6, 6–7, 6–4, 6–7 |
| Поразка   | 1–5   | Лип 1972 | Вімблдонський турнір, Лондон               | Трава     | Стен Сміт              | Боб Г'юїтт Фрю Макміллан            | 2–6, 2–6, 7–9           |
| Перемога  | 2–5   | Лют 1973 | Копенгаген, Данія                          | Килим (i) | Том Гормен (тенісист)  | Марк Кокс Грем Стілвел              | 6–4, 6–4                |
| Поразка   | 2–6   | Кві 1973 | Ванкувер, Канада                           | Килим (i) | Том Гормен (тенісист)  | П'єрр Бартес Роджер Тейлор          | 7–5, 3–6, 6–7           |
| Поразка   | 2–7   | Кві 1973 | Шарлотт, США                               | Ґрунт     | Том Гормен (тенісист)  | Том Оккер Марті Ріссен              | 6–7, 6–3, 3–6           |
| Перемога  | 3–7   | Лип 1973 | Nottingham Open, Велика Британія           | Трава     | Том Гормен (тенісист)  | Боб Кармайкл Фрю Макміллан          | 6–4, 6–1                |
| Перемога  | 4–7   | Чер 1974 | Nottingham Open, Велика Британія           | Трава     | Чарлі Пасарелл         | Боб Лутц Стен Сміт                  | 6–4, 9–7                |
| Поразка   | 4–8   | Січ 1975 | Філадельфія, США                           | Килим (i) | Дік Стоктон (тенісист) | Браян Готтфрід Рауль Рамірес        | 6–3, 3–6, 6–7           |
| Перемога  | 5–8   | Лют 1975 | Торонто, Канада                            | Килим (i) | Дік Стоктон (тенісист) | Ананд Амрітрадж Віджай Амрітрадж    | 6–4, 7–5, 6–1           |
| Перемога  | 6–8   | Бер 1975 | Мемфіс, США                                | Килим (i) | Дік Стоктон (тенісист) | Марк Кокс Кліфф Дрісдейл            | 1–6, 7–5, 6–4           |
| Перемога  | 7–8   | Сер 1975 | Норт-Конвей, США                           | Ґрунт     | Харун Рахім            | Джон Александер Філ Дент            | 7–6, 7–6                |
| Перемога  | 8–8   | Січ 1976 | Бірмінгем, США                             | Килим (i) | Джиммі Коннорс         | Генк Пфістер Денніс Ролстрон        | 7–6, 6–4                |
| Перемога  | 9–8   | Лип 1976 | Цинциннаті, США                            | Ґрунт     | Стен Сміт              | Едді Діббс Гаролд Соломон           | 6–1, 6–1                |
| Поразка   | 9–9   | Сер 1976 | Луїсвілл, США                              | Ґрунт     | Стен Сміт              | Байрон Бертрам Пет Крамер           | 3–6, 4–6                |
| Перемога  | 10–9  | Сер 1978 | Новий Орлеан, США                          | Килим (i) | Дік Стоктон (тенісист) | Ісмаїл Ель-Шафей Браян Феерлі       | 7–6, 6–3                |
| Перемога  | 11–9  | Сер 1978 | Клівленд, США                              | Тверде    | Дік Стоктон (тенісист) | Рік Фішер (тенісист) Брюс Менсон    | 6–1, 6–4                |
| Перемога  | 12–9  | Лип 1981 | Ньюпорт, США                               | Трава     | Бред Дрюетт            | Кевін Каррен Біллі Мартін           | 6–2, 6–4                |
| Перемога  | 13–9  | Сер 1981 | Клівленд, США                              | Тверде    | Вен Вінітскі           | Сід Болл Росс Кейс                  | 6–4, 5–7, 7–5           |
| Поразка   | 13–10 | Тра 1982 | Форест-Гіллс, США                          | Ґрунт     | Дік Стоктон (тенісист) | Трейсі Делатт Йохан Крік            | 4–6, 6–3, 3–6           |